# Buket Teumpen
Buket Teumpen is een bestuurslaag in het regentschap Aceh Timur van de provincie Atjeh, Indonesië. Buket Teumpen telt 214 inwoners (volkstelling 2010).